# Анна Ярославська
Анна Ярославська (1482 — 1514) — польська шляхтянка.

## Життєпис
Народилася 1482 року. Донька Спитека ІІІ з Ярослава і Анни з Шамотул.

### Сім'я
Близько 1504 року вийшла заміж за воєводу руського, старосту самбірського Яна Одровонжа з Спрови (р.н.н. — 1513). У шлюбі народились:
- Станіслав Одровонж — каштелян львівський, староста львівський, воєвода подільський, руський[1]
- Беата Одровонж, одружена зі Станіславом Лаським.

Вдруге Анна вийшла заміж за каштеляна бєцького, вісліцького, войницького Миколая Йордана (р.н.н. — 1521), у шлюбі з яким народився
- Спитек Вавжинець (Лаврентій) Йордан — воєвода сандомирський, краківський; каштелян краківський.[2]